# هارولد إتش تومسون
هارولد إتش تومسون (بالإنجليزية: Harold H. Thompson) هو عسكري أمريكي، ولد في 9 أبريل 1942 في هنغتينغتون في الولايات المتحدة، وتوفي في 11 أكتوبر 2008 في West Tennessee State Penitentiary ‏ في الولايات المتحدة.